# Marie-Joseph de Foresta
 (janvier 2020).
Marie-Joseph de Foresta-Collongue, marquis de La Roquette, est un administrateur français né le 28 mars 1783 à Marseille et mort le 11 février 1858 à Aix-en-Provence.

## Biographie
Marie-Joseph de Foresta est le fils de Marie Joseph Maffée de Foresta, capitaine des vaisseaux du roi, chevalier de Saint-Louis, et de Claire Julie de Rémusat, demi-sœur d'Auguste Laurent de Rémusat. Il émigre avec sa famille en 1791 et est arrêté en 1794. Embrassant d'abord la carrière militaire, il est nommé conseiller référendaire à la Cour des comptes de 2e classe le 13 janvier 1808.
En 1812, il épouse en premières noces Marie Chalvet de Souville, qui deviendra sous-gouvernante des enfants de France, fille d'Alexandre Joseph François Chalvet de Souville, gouverneur de l'Île Bourbon, et est adopté en 1814 par son parent le bailli Bruno-Marie de Foresta, grand-croix de l'ordre de Malte.
À la Seconde Restauration, il est nommé sous-préfet de l'arrondissement d'Aix-en-Provence le 26 juillet 1815, puis de celui de Châteaudun le 6 septembre 1820.
Membre de la Société des sciences, des lettres, de l’agriculture et des arts d’Aix-en-Provence, il en devient le président en 1818.
Il reprend le titre de marquis (de la Roquette) héréditaire par ordonnance royale du 28 mai 1821 et lettres patentes du 25 octobre 1821.
Il passe ensuite préfet des Pyrénées-Orientales le 26 juin 1822, du Finistère le 2 janvier 1823 et de la Vendée en septembre 1824.
Veuf, il se remarie en 1825 à Sosthènes d'Ourches, dame du palais de la duchesse de Parme et fille de l'ancien chambellan du comte de Provence. Il devient gentilhomme de la Chambre de Charles X.
Nommé préfet de la Meurthe le 27 janvier 1828, il retourne à la préfecture de la Vendée en 1828, avant d'être nommé dans le Loiret le 2 avril. Fidèle à la branche aînée des Bourbons, il quitte ses fonctions le 30 août 1830, pour ne pas avoir à servir le nouveau régime. Il se retire alors en Provence, entre son hôtel particulier d'Aix-en-Provence et ses propriétaires du côté de Marseille.
De ses enfants, Albéric de Foresta (1818-1876) sera jésuite, Maxence de Foresta chambellan du comte de Chambord, et Paul et Fernand de Foresta zouaves pontificaux.

## Distinctions et décorations
- Officier de la Légion d'honneur (8 juin 1825)
- Chevalier de l’ordre de Saint-Jean de Jérusalem
- Grand-cordon de l'ordre impérial de Léopold

## Publications
- Discours prononcé par le marquis de Foresta, président de la Société des amis des sciences, des lettres, de l'agriculture et des arts, établie à Aix, à l'ouverture de la séance publique annuelle, tenue le 2 mai 1818 (1822)
- Lettres sur la Sicile écrites pendant l'été de 1805 (1821, deux volumes)

## Sources
- Umberto Todisco, Le personnel de la Cour des comptes (1807-1830), Librairie Droz, 1969
- Émile Perrier, Les bibliophiles et les collectionneurs provençaux anciens et modernes : arrondissement de Marseille, Barthelet et Cie, 1897
- Odette Voilliard, Nancy au XIXe siècle : 1815-1871, Ophrys, 1978